# 芝山幹郎
芝山 幹郎（しばやま みきお、1948年 - ）は、日本の翻訳家、随筆家、評論家、詩人。

## 略歴
石川県金沢市生まれ。東京大学文学部仏文学科卒業。詩集『晴天』（書肆山田、1972年）で詩壇に登場し、後に翻訳、評論の分野で精力的な活動を行う。
スポーツ、映画にも造詣が深く、1993年から2000年まで「キネマ旬報」に「オールモスト・クール」を、2000年から2009年1月まで日本経済新聞土曜版に「今週の1本」を連載したほか、「月刊メジャー・リーグ」「週刊サッカーマガジン」などにも随筆や評論を掲載している。

## 著書
- 『晴天』（書肆山田） 1972
- 『映画は待ってくれる』（中央公論社） 1998
- 『アメリカ野球主義』（晶文社） 1998
- 『大リーグ二階席』（晶文社） 2005
- 『映画一日一本 DVDで楽しむ見逃し映画365』（朝日新聞社、朝日文庫） 2005
- 『アメリカ映画風雲録』（朝日新聞出版） 2008
- 『映画は遊んでくれる』（清流出版） 2010
- 『今日も元気だ映画を見よう 粒よりシネマ365本』（KADOKAWA、角川SSC新書） 2014
- 『映画西口東口』（Pヴァイン） 2015
- 『スポーツ映画トップ100』（文藝春秋、文春新書） 2018
- 『スターは楽し 映画で会いたい80人』（文藝春秋、文春新書） 2019

### 編著・共著
- 『アメリカンカルチャ― 45-50 日本の戦後にとってアメリカとは（1）』（編著、三省堂） 1981
- 『アメリカンカルチャ― 60s 日本の戦後にとってアメリカとは（2）』（編著、三省堂） 1981
- 『アメリカンカルチャ― 70s 日本の戦後にとってアメリカとは（3）』（編著、三省堂） 1981
- 『新・イチロー伝説』（ロバート・ホワイティング共著、ベースボール・マガジン社、新書） 2009

## 翻訳
- 『フィットネス・ウォーキング』（ロバート・スウィートギャルほか、マガジンハウス） 1988
- 『ウォール街』（ケネス・リッパー、文春文庫） 1988
- 『カクテル』（ヘイウッド・グールド、文春文庫） 1989
- 『「アフリカの女王」とわたし』（キャサリン・ヘプバーン、文藝春秋） 1990、のち文庫
- 『シド・フィンチの奇妙な事件』（ジョージ・プリンプトン、文藝春秋） 1990、のち改題文庫化『遠くからきた大リーガー : シド・フィンチの奇妙な事件』
- 『楽しい地獄旅行 : 世界紛争地帯過激レポート』（P・J・オローク、河出書房新社） 1991
- 『リーダーになる』（ウォーレン・ベニス、新潮文庫） 1992
- 『Me キャサリン・ヘプバーン自伝』（キャサリン・ヘプバーン、文藝春秋） 1993、のち文庫
- 『人物画』（ケイト・クリッペンスティーン、山本容子銅版画、文藝春秋） 1993
- 『ニードフル・シングス』上・下（スティーヴン・キング、文藝春秋） 1994、のち文庫
- 『ジョー・マーチャントはどこにいる?』（ジミー・バフェット、文藝春秋） 1995
- 『フォー・ルームス』（Q.タランティーノ他、新潮文庫） 1995
- 『フロム・ダスク・ティル・ドーン』（クエンティン・タランティーノ、新潮文庫） 1996
- 『エンジェル・トーク 天使の涙完全版』（クリストファー・ドイル写真、プレノン・アッシュ） 1996
- 『無敵の漂流者』（クリストファー・ドイル写真、プレノン・アッシュ） 1997
- 『野球術 監督術・投球術』（ジョージ・F・ウィル、文藝春秋） 1997、のち『監督術』上・下として文庫
- 『野球術 打撃術・守備術』（ジョージ・F・ウィル、文藝春秋） 1997、のち『監督術』上・下として文庫
- 『ブエノスアイレス飛行記』（クリストファー・ドイル、プレノン・アッシュ写真、プレノン・アッシュ） 1997
- 『不眠症』上・下（スティーヴン・キング、文藝春秋） 2001、のち文庫
- 『Playboy50年 the photographs』（ジェームズ・R・ピーターセン解説、集英社） 2003
- 『Playboy brunettes』（ジェームズ・R・ピーターセン解説、集英社） 2005
- 『Playboy blondes』（ジェームズ・R・ピーターセン解説、集英社） 2005
- 『Playboy redheads』（ジェームズ・R・ピーターセン解説、集英社） 2005